# Прайс, Симеон
Симеон Тейлор Прайс младший (англ. Simeon Taylor Price, Jr.; 16 мая 1882, Сент-Луис, Миссури — 16 декабря 1945 или 16 марта 1945, Вашингтон) — американский гольфист, бронзовый призёр летних Олимпийских игр 1904 года.
На Играх 1904 года в Сент-Луисе Прайс участвовал в двух турнирах. В командном он занял 20-е место, и в итоге его команда стала третьей и получила бронзовые награды. В одиночном разряде он занял 19-е место в квалификации, но пройдя в плей-офф, закончил соревнование уже в первом раунде.